# Edificio Gooderham
L'Edificio Gooderham (in inglese Gooderham Building, noto anche come Flatiron Building) è uno storico edificio per uffici, sito al 49 Wellington Street East a Toronto, in stile architettonico neoromanico,  ultimato nel 1892.
L'edificio si trova all'estremità orientale del quartiere finanziario della città (a est di Yonge Street), nel centro di Toronto, incastrato tra Front Street e Wellington Street dove si uniscono per formare un'intersezione triangolare. 
L'imponente volume in mattoni rossi e copertura in rame con abbaini e timpano presenta suggestioni eclettiche

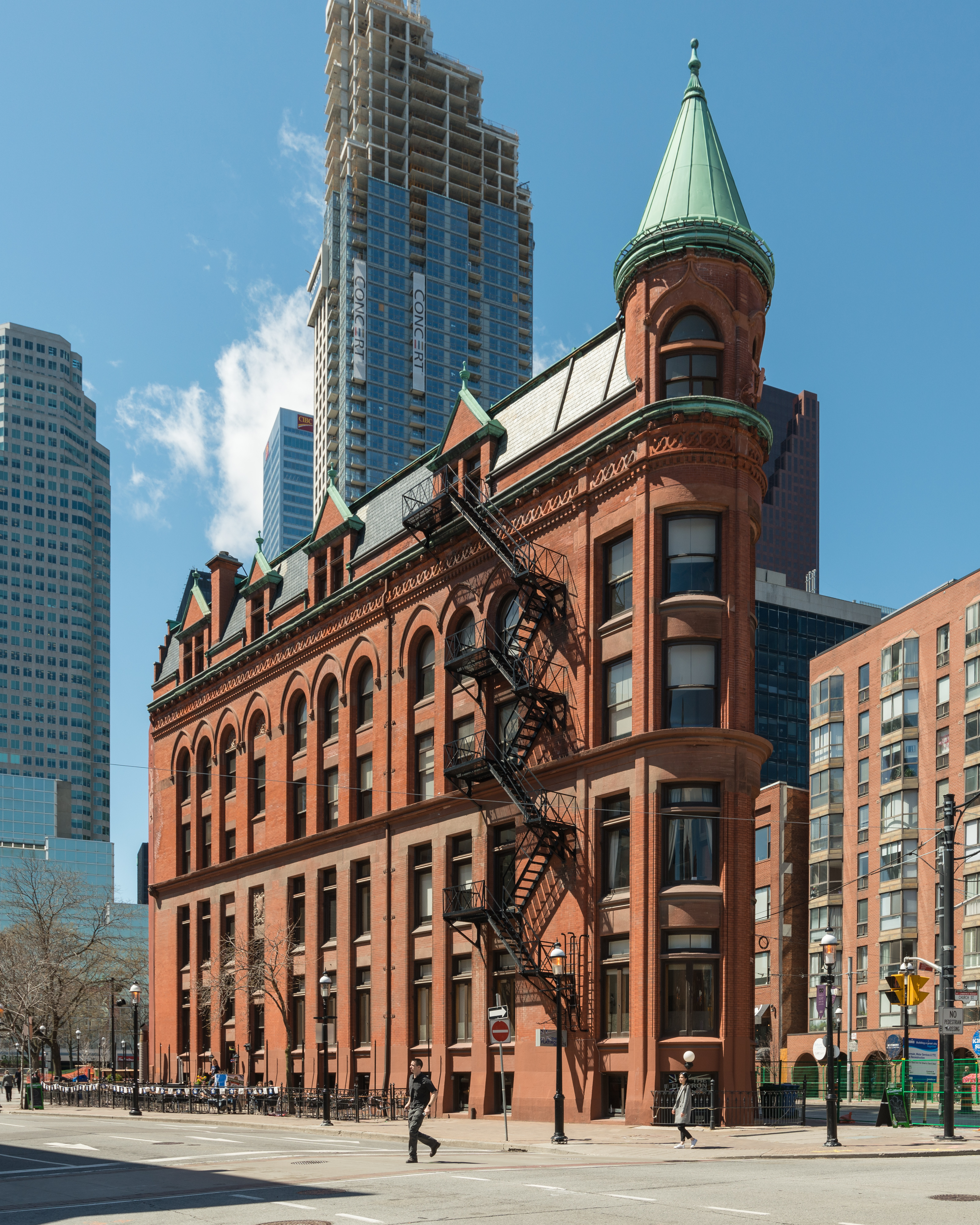
Prospetto visto da Front, St. (2017)